# Luvos

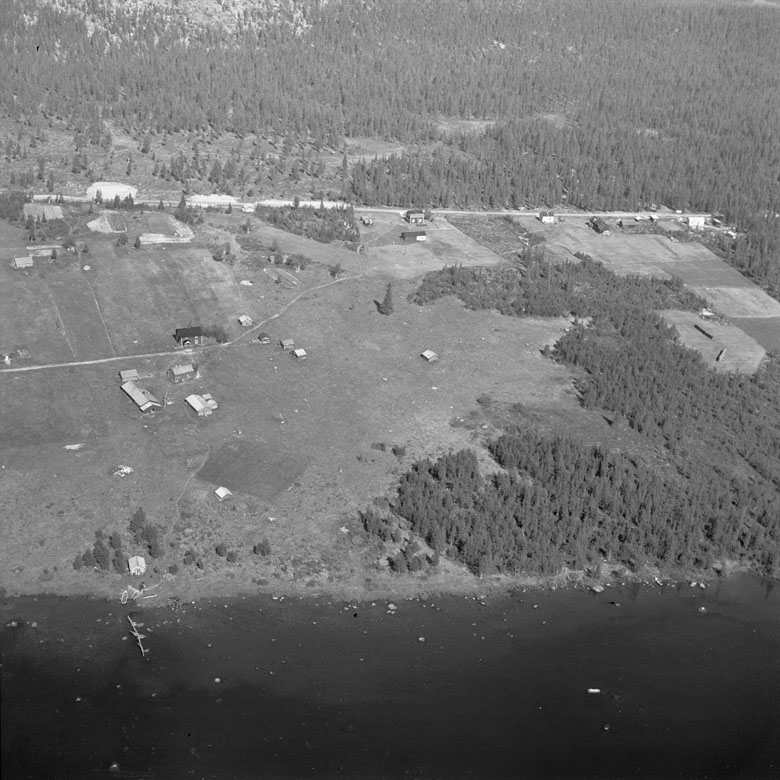
Flygfoto över byn Luvos från 1959.

Luvos är en ort i Jokkmokks kommun, Norrbottens län. Orten är belägen fem mil väster om Jokkmokk. I augusti 2016 fanns det enligt Ratsit fyra personer över 16 år registrerade med Luvos som adress.